# Bahnhof Montpellier-Sud-de-France

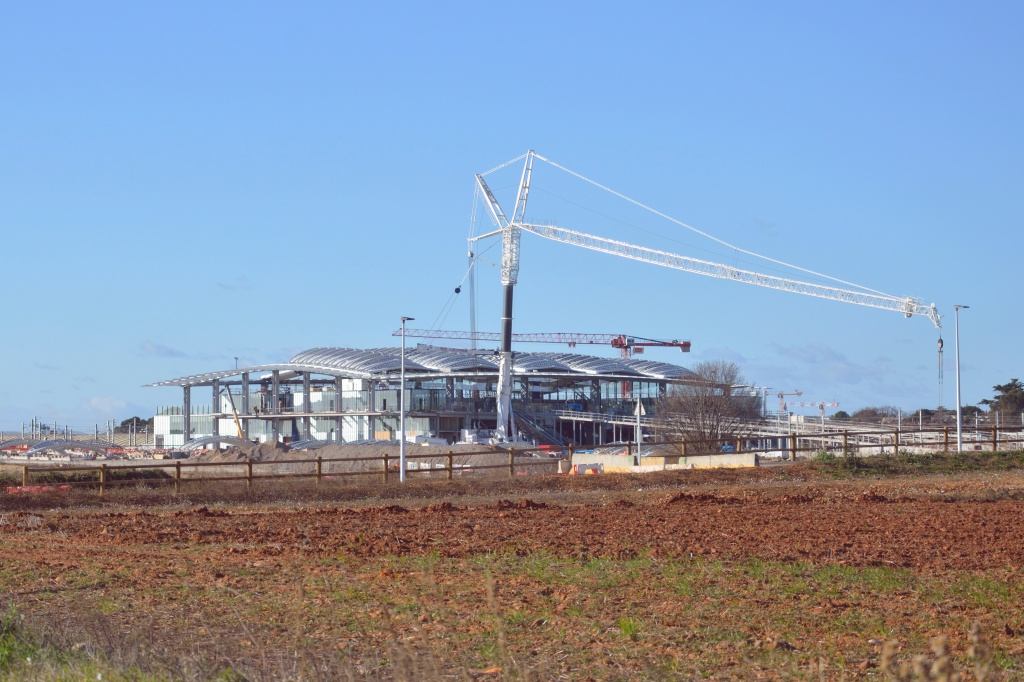
Der Bahnhof im Bau (2016)

Der Bahnhof  Montpellier-Sud-de-France ist ein Fernverkehrsbahnhof im Süden der französischen Stadt Montpellier, im Département Hérault. Er befindet sich etwa vier Kilometer südöstlich des Stadtzentrums und liegt an der Hochgeschwindigkeits-Neubaustrecke zur Umgehung der Stadtkerne von Nîmes und Montpellier, Contournement de Nîmes et Montpellier zwischen Manduel südlich von Nîmes und Lattes bei Montpellier. Der Bahnhof ging am 7. Juli 2018 zusammen mit der Neubaustrecke in Betrieb. Da die Station zwei Durchfahrtsgleise besitzt, kann sie von Güterzügen und TGV-Zügen mit hohen Geschwindigkeiten durchfahren werden. Der Bahnhof ergänzt den innenstadtnah gelegenen bisherigen Hauptbahnhof von Montpellier, den Bahnhof Saint-Roch, von welchem aber weiterhin alle Abfahrten im Regionalverkehr und viele im Fernverkehr stattfinden.

## Bedienung
Ursprünglich war geplant nach der Eröffnung den überwiegenden Teil des Fernverkehrs vom bisherigen Hauptbahnhof Saint-Roch an den neuen Bahnhof zu verlegen. Bislang (Stand: 2023) ist jedoch ein Großteil der Fernverkehrsabfahrten am innenstadtnahen Bahnhof verblieben. Derzeit verkehren in Montpellier-Sud-de-France TGV-Züge im angenäherten Zweistundentakt nach Lyon, Paris und teilweise weiter nach Lille, Brüssel oder Nantes, sowie in Gegenrichtung nach Perpignan. Der Bahnhof verfügt außerdem über wenige Abfahrten der preisgünstigen TGV-Variante Ouigo.

## Anbindung
Die Station befindet sich, ähnlich wie viele TGV-Bahnhöfe an Schnellfahrstrecken, auf freiem Feld außerhalb des Bebauungszusammenhangs. Nördlich angrenzend verläuft die Ortsumgehung Montpellier im Zuge der Autoroute A 9. Auf der Südseite befindet sich ein großer Parkplatz, die Fahrradinfrastruktur wurde ebenfalls ausgebaut. Es besteht keine direkte Verbindung im Schienenverkehr zwischen dem Bahnhof und der Innenstadt. Die ÖPNV-Verbindung zum Stadtzentrum und zum bisherigen Hauptbahnhof von Montpellier erfordert die Nutzung von Bus mit Umstieg zur Straßenbahn und dauert etwa 50 Minuten, eine Verlängerung der Straßenbahn strecke bis zum Bahnhof ist jedoch in Planung.

## Gebäude
Das Bahnhofsgebäude wurde – anders als bei den meisten neuen Bahnhöfen im Zuge von TGV-Neubaustrecken – nicht vom Architekturbüro AREP der SNCF verantwortet, sondern von den Büros von Emmanuel Nebout und Marc Mimram. Baubeginn war 2014.
Durch die Lage des Bahnhofs in der Achse zwischen Innenstadt und Mittelmeerküste, in welcher sich auch der Flughafen befindet, sowie die Nähe zur Freizeit- und Gewerbezone Odysseum werden Entwicklungsimpulse für das Stationsumfeld erwartet.